# Ludwik Kotas
Ludwik Kotas pseud. Kamil (ur. 25 lutego 1897 w Kocinie w powiecie częstochowskim, zm. 9 września 1943 w Ludwinowie-Hubach w powiecie włoszczowskim) – działacz Francuskiej Partii Komunistycznej (FPK), uczestnik wojny domowej w Hiszpanii, żołnierz Gwardii Ludowej (GL), z zawodu murarz.

## Życiorys
W wieku ok. 23 lat wyemigrował do Francji, gdzie pracował jako murarz. Od 1936 walczył w Hiszpanii jako podoficer batalionu (przemianowanego później na brygadę) im. Jarosława Dąbrowskiego, m.in. w walkach w Aragonii i o Saragossę. W 1939 wrócił do Francji i nadal działał w FPK, za co 11 lutego 1940 został aresztowany i uwięziony w paryskim więzieniu, skąd w czerwcu zbiegł. Działał we francuskim komunistycznym ruchu oporu. 1941 był na robotach przymusowych w Niemczech, skąd wrócił do Częstochowy latem 1942.
Wstąpił do PPR, organizował GL w Częstochowie, a od końca 1942 był szefem okręgowego sztabu GL częstochowsko-piotrkowskiego. Członek Komitetu Okręgowego (KO) PPR w Częstochowie. Dowódca specjalnej grupy wypadowej GL, kierował jej akcjami. Zginął w walce z niemiecką policją wraz z bratankiem Edmundem „Emilem” i 5 innymi GL-owcami.
Pośmiertnie awansowany na porucznika. Pozostawił żonę i dwoje dzieci.